# تكميم المعدة بالمنظار
تعد عملية تكميم المعدة بالمنظار (ESG) إجراء غير جراحي (بدون شق) لفقدان الوزن بالمنظار وهو جزء من مجال علاجات السمنة بالمنظار. لإجراء ESG يقوم الطبيب بخياطة معدة المريض لتصبح في شكل تكوين أضيق وأصغر يشبه الأنبوب. والنتيجةُ هي معدة أكثر تقييداً تجبر المرضى على الشعور بالشبع بشكل أسرع وتناول سعرات حرارية أقل مما يسهل فقدان الوزن .
وفي العملية، يتم تقليل حجم المعدة عن طريق إزالة جزء منها، مما يجعلها أصغر في الحجم وتستوعب كمية أقل من الطعام. هذا يؤدي إلى شعور الشخص بالشبع بسرعة وتقليل قدرته على تناول كميات كبيرة من الطعام.
تكميم المعدة بالمنظار لا يتم إجراؤه إلا بعد تقييم طبي شامل، وعادةً ما يكون موجهًا للأشخاص الذين يعانون من سمنة مفرطة ولم يكن لديهم نجاح كبير في فقدان الوزن بوسائل أخرى. العملية تعتبر واحدة من الخيارات لإدارة الوزن وتحسين الحالة الصحية للأفراد المصابين بالسمنة المفرطة.
مثل أي إجراء جراحي، يجب أن يتم تقديم هذا النوع من العلاج تحت إشراف فريق طبي متخصص، ويجب على الأفراد المهتمين بالإجراء أن يتحدثوا مع أطبائهم حول فوائد ومخاطر العملية وكيف يمكن أن يكون لها تأثير على حياتهم.